# Saint-Christophe-en-Bourbonnais

Saint-Christophe este o comună în departamentul Allier din centrul Franței. În 1 ianuarie 2022 avea o populație de 431 de locuitori.